# Namirea johnlyonsi
Espèce
Namirea johnlyonsi est une espèce d'araignées mygalomorphes de la famille des Euagridae.

## Distribution
Cette espèce est endémique du Queensland en Australie. Elle se rencontre dans le parc national du mont Spec.

## Description
Le mâle holotype mesure 7 mm et la femelle paratype 13 mm.

## Étymologie
Cette espèce est nommée en l'honneur de John Lyons.

## Publication originale
- Raven, 1993 : The biodiversity of Australian mygalomorph spiders. I. Two new species of Namirea (Araneae: Dipluridae) Memoirs of the Queensland Museum, vol. 34, no 1, p. 81-88.